# Buenos Aires Blues
Buenos Aires Blues es el noveno álbum de la banda argentina de blues y rock La Mississippi (el octavo de estudio).
Si bien fue publicado en 2005, sus canciones se remontan a los comienzos de la carrera de la banda. Se trata de demos que La Mississippi registró entre 1989 y 1992, antes de conseguir su primer contrato discográfico.

## Historia
Buenos Aires Blues fue grabado, digitalizado y compaginado en los Estudios Galápagos de Buenos Aires, propiedad de Damián Escobedo, un amigo de la banda. El operador técnico fue Sergio Bollana.
El material fue digitalizado entre enero y marzo de 2005, y fue publicado a medidos de ese año por la discográfica Epsa Music. El álbum presenta una mezcla de canciones originales con clásicos del blues. Buenos Aires Blues incluye tanto temas en español como en inglés.  
Los primeros seis temas de la placa habían sido grabados en mayo de 1992 con la idea de conseguir un contrato discográfico (que finalmente firmarían con Del Cielito Records). Los otros dos corresponden a tomas de los años 1989 y 1991, encontrados en los archivos caseros de la banda. 
El baterista Juan Carlos Tordó tuvo la idea de publicar este material como un puente entre la finalización del contrato con Quatro K-Records (la compañía discográfica de Mario Pergolini) y volver a ser sus propios productores.

«Con ese demo conseguimos un contrato, eran seis temas que habíamos grabado con Luisito Robinson, en algunos casos con Juan Hermida, era un demo y bueno, eso se me ocurrió agregarle dos temas más con el baterista que estuvo en La Mississippi que fue una leyenda, “El Polaco”, el que estaba antes que yo, que murió, y me interesaba que estuviera él en la discografía de La Mississippi».
Juan Carlos Tordó, diciembre de 2008

Tordó consideraba que era un disco que el coleccionista o el seguidor de la banda debía tener, porque eran versiones muy especiales y algunas inéditas.
La reedición del CD incluye como bonus track un video registrado durante la gira de La Mississippi por España, en el año 2006.

## Lista de canciones
| N.º   | Título               | Escritor(es)            | Duración |  |
| 1.    | «Don't treat me bad» | Tapia, Introcaso        | 2:18     |  |
| 2.    | «Buenos Aires Blues» | Tapia, Ginot, Contreras | 3:27     |  |
| 3.    | «The Creeper return» | Walter Jacobs           | 3:31     |  |
| 4.    | «Honey bee»          | Tapia, Introcaso        | 6:11     |  |
| 5.    | «You're so fine»     | Walter Jacobs           | 3:27     |  |
| 6.    | «Sonny Boy Blues»    | Rice Miller             | 7:18     |  |
| 7.    | «Help me»            | Rice Miller             | 3:24     |  |
| 8.    | «Kansas city»        | Leiber, Stoller         | 3:58     |  |
| 39:11 |                      |                         |          |  |

## Músicos

#### La Mississippi
- Ricardo Tapia — voz, guitarra.
- Gustavo Ginoi — guitarra.
- Eduardo Introcaso — saxo alto.
- Zeta Yeyati — saxo tenor.
- Claudio Cannavo — bajo.
- Juan Carlos Tordó — batería.[1]

#### Músicos adicionales
- Luis Robinson — armónica.
- Juan José Hermida — teclados.